# Chrysippe de Soles
Pour les articles homonymes, voir Chrysippe.

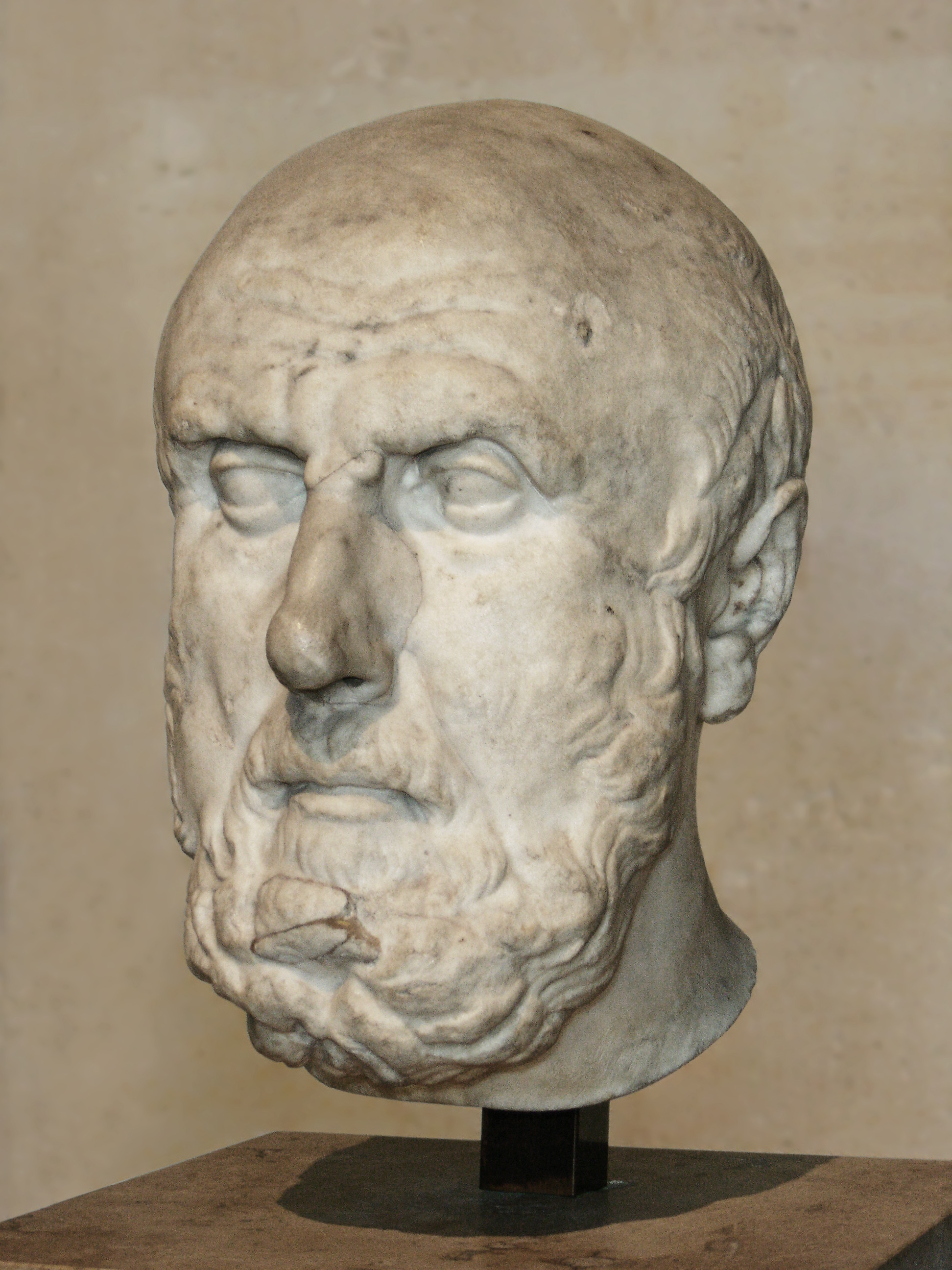
Chrysippe, marbre d'époque romaine impériale

Chrysippe de Soles est un philosophe stoïcien né vers -280 à Soles, en Cilicie et mort en -206. Il fut le deuxième scholarque du Portique, après Cléanthe, de -232 à sa mort.
Il est le « second fondateur du stoïcisme », après Zénon de Kition en -301.
Selon une rumeur persistante, il serait mort de rire à la suite d'une blague qu'il avait lui-même inventée. Cependant, cette version semble peu probable.
Une autre hypothèse plus vraisemblable indique qu'il serait mort après avoir bu du vin non coupé d'eau à l'occasion d'un sacrifice où l'un de ses élèves l'aurait invité.

## L'Homme

### Biographie
Les indications sur la vie de Chrysippe sont aussi peu nombreuses que l'influence de celui-ci fut grande.

#### Origines
Aussi bien la date que le lieu de naissance de Chrysippe posent problème. La tradition le fait naître à Soles (Cilicie),,. Le problème est que son père, Apollonios, est natif de Tarse, et que l'on ignore quand il a émigré à Soles. De fait, il n'est pas impossible que Chrysippe soit né à Tarse, et qu'il ne soit venu à Soles que par la suite, comme Alexandre Polyhistor le prétend dans ses Successions. Un doxographe romain du Bas-Empire, Caius Julius Solinus, affirme que Chrysippe serait né à Héliopolis.
La date de naissance est également problématique. Si la date de mort est connue dans l'absolu (entre -207 et -206), la durée de vie de Chrysippe varie selon ses auteurs. Diogène Laërce, suivant en cela Hermippe, le fait mourir à soixante-treize ans, ce qui établit sa date de naissance entre -281 et -280. Mais les auteurs ne s'accordent pas sur la durée de son existence. Lucien de Samosate écrit dans Sur ceux qui vécurent longtemps, Chrysippe aurait vécu quatre-vingt-un ans, ce qui le fait naître entre -289 et -288. Valère Maxime, qui affirme que Chrysippe écrivait encore le dernier livre de ses Recherches logiques à quatre-vingts ans.
Sur le plan familial, on sait que Chrysippe a une sœur, dont le nom est inconnu, et deux neveux, Aristocréon et Philocrate, fils de cette dernière, dont il assura l'éducation.
Quoi qu'il en soit, Chrysippe a dû quitter Soles pour Athènes à une date indéterminée afin d'y suivre les cours de Zénon.
|            |            |            |            |             |             | Apollonios  | Apollonios  | Apollonios  | Apollonios  | Apollonios | Apollonios |               |               |               |               |               |               | Mère inconnue | Mère inconnue | Mère inconnue      | Mère inconnue      | Mère inconnue      | Mère inconnue      |                    |                    |
|            |            |            |            |             |             | Apollonios  | Apollonios  | Apollonios  | Apollonios  | Apollonios | Apollonios |               |               |               |               |               |               | Mère inconnue | Mère inconnue | Mère inconnue      | Mère inconnue      | Mère inconnue      | Mère inconnue      |                    |                    |
|            |            |            |            |             |             |             |             |             |             |            |            |               |               |               |               |               |               |               |               |                    |                    |                    |                    |                    |                    |
|            |            |            |            |             |             |             |             |             |             |            |            |               |               |               |               |               |               |               |               |                    |                    |                    |                    |                    |                    |
|            |            |            |            | Nausicratès | Nausicratès | Nausicratès | Nausicratès | Nausicratès | Nausicratès |            |            | Sœur inconnue | Sœur inconnue | Sœur inconnue | Sœur inconnue | Sœur inconnue | Sœur inconnue |               |               | Chrysippe de Soles | Chrysippe de Soles | Chrysippe de Soles | Chrysippe de Soles | Chrysippe de Soles | Chrysippe de Soles |
|            |            |            |            | Nausicratès | Nausicratès | Nausicratès | Nausicratès | Nausicratès | Nausicratès |            |            | Sœur inconnue | Sœur inconnue | Sœur inconnue | Sœur inconnue | Sœur inconnue | Sœur inconnue |               |               | Chrysippe de Soles | Chrysippe de Soles | Chrysippe de Soles | Chrysippe de Soles | Chrysippe de Soles | Chrysippe de Soles |
|            |            |            |            |             |             |             |             |             |             |            |            |               |               |               |               |               |               |               |               |                    |                    |                    |                    |                    |                    |
|            |            |            |            |             |             |             |             |             |             |            |            |               |               |               |               |               |               |               |               |                    |                    |                    |                    |                    |                    |
| Philocrate | Philocrate | Philocrate | Philocrate | Philocrate  | Philocrate  |             |             |             |             |            |            |               |               |               |               | Aristocréon   | Aristocréon   | Aristocréon   | Aristocréon   | Aristocréon        | Aristocréon        |                    |                    |                    |                    |

#### Le disciple de Zénon et de Cléanthe
Chrysippe se consacrait au début à la course de fond. Mais, écoutant un jour par hasard les enseignements de Cléanthe ou de Zénon de Kition, il se destina à la philosophie. Pour Hécaton de Rhodes, cependant, Chrysippe ne fut amené à la philosophie que parce que l'héritage paternel avait été saisi par quelque monarque local.
Déjà au temps des Anciens on s'est demandé qui, de Cléanthe ou de Zénon, fut le maître de Chrysippe. Si l'on s'en tient à la date de naissance donnée par Hermippe, Chrysippe aurait eu seulement dix-huit ans à la mort de Zénon (vers -262 et -261), ce qui semble exclure qu'il l'ait connu. Si par contre on se fie aux informations de Lucien et de Valère Maxime, ce n'est pas impossible.
Quoi qu'il en soit, Chrysippe ne fut visiblement pas un élève facile. Diogène Laërce affirme ainsi que, bien que doué, il était de tempérament vif, ce qui l'amenait à contester souvent et Zénon et Cléanthe. Il finissait souvent par se repentir de ses attaques contre Cléanthe, reprenant ainsi le vers d'Euripide : « Et moi, je suis par nature un homme heureux à tous égards, sauf en ce qui concerne Cléanthe : sur ce point je ne suis pas heureux. ». Cette tendance à contester les thèses de ses maîtres l'amena probablement à rompre un temps avec le stoïcisme.
S'il n'adhéra pas, à la différence de la plupart des disciples de Zénon à l'« hérésie » d'Ariston, il rejoignit probablement l'Académie. Sotion affirme ainsi qu'il se rendit « auprès d'Arcésilas de Pitane et de Lacydès » et « pratiqua la philosophie dans l'Académie ». C'est là qu'il reçut une formation conséquente en logique et en rhétorique, formation qui manquait à Cléanthe et à Zénon. L'on ignore combien de temps Chrysippe resta à l'Académie. Pour Richard Goulet, ce passage à l'Académie ne constitue pas une « hérésie » dans la mesure où « ces études ont pu être conçues comme une formation complémentaire, alors que le philosophe était déjà un stoïcien confirmé ». Richard Goulet s'appuie sur un passage de Diogène Laërce qui désigne ce passage par le terme de télos, comme aboutissement d'une évolution intellectuelle.
Entre sa rupture avec Cléanthe et la mort de celui-ci, la position philosophique de Chrysippe demeura sans doute floue. Bien qu'en accord avec une bonne part des thèses stoïciennes, il n'enseignait pas au Portique. Il tint école tantôt au Lycée, tantôt, selon Hermippe, à l'Odéon.

#### Le dirigeant du Portique
Chrysippe succéda probablement à Cléanthe à la mort de celui-ci en -235. Il n'était sans doute pas alors le membre le plus orthodoxe du Portique, mais certainement le plus compétent. De plus, les sécessions se multipliant au sein de l'école stoïcienne, Cléanthe ne devait pas avoir grand choix pour désigner un successeur. En tant que dirigeant du Portique, Chrysippe s'astreignit à un régime d'ascète. Écrivant, selon Dioclès, quelque 500 lignes par jour, Chrysippe vivait de peu. Peut-être du fait de la saisie de l'héritage paternel, son revenu principal venait de cotisations de ses disciples, et de cours avec une vieille femme qui lui servait de servante. Tout le reste de sa vie fut ainsi consacré à l'édification de son œuvre immense et aux luttes continues avec les Épicuriens et les Académiciens. Il cultiva la dialectique et poussa quelquefois la subtilité jusqu'à l'excès. On lui attribue l'invention de plusieurs sophismes, entre autres celui du crocodile. Il ne reste presque rien de ses nombreux ouvrages. Cicéron a imité Chrysippe dans De Officiis ; il cite Chrysippe en ces termes : « Celui qui court sur le stade doit tâcher, et s'efforcer le plus qu'il peut, de vaincre, mais il ne doit en aucune façon faire un croc en jambe à celui avec qui il rivalise ou le repousser de la main ; de même dans la vie, il n'est pas injuste que chacun recherche pour soi ce qui peut intéresser ses besoins, mais on n'a pas le droit de l'enlever à autrui. », un de ses traités de morale.
Diogène Laërce rapporte deux versions différentes de la mort de Chrysippe. La première, et de loin la plus vraisemblable, vient d'Hermippe : après avoir enseigné à l'Odéon, un de ses élèves l'invita à un sacrifice, où il but un vin non coupé d'eau. Après cinq jours d'agonie, il décéda à 73 ans selon les Chroniques d'Apollodore. La seconde, plus que douteuse, s'apparente à une rumeur. Chrysippe serait mort d’un fou rire en regardant un âne lui manger ses figues après avoir dit à la vieille femme qui possédait l’âne : « Donne maintenant à cet âne un peu de vin pur pour faire passer les figues à ton âne ». Il s'agissait vraisemblablement d'un jeu de mots entre âne (ὄνος) et vin (οἶνος).

### Les dimensions de l'homme

#### Caractère
L'un des traits de caractère les plus souvent soulignés de Chrysippe est son arrogance. Deux anecdotes rapportées de Diogène Laërce l'illustrent. D'abord, face à un homme qui lui demandait à qui il devait confier la charge d'éduquer son fils, Chrysippe aurait répondu : « À moi. Car si je supposais quelqu'un de meilleur que moi, je ferais de la philosophie auprès de lui ». L'autre anecdote est un peu plus problématique. Diogène écrit en effet que « malgré tous les ouvrages qu'il composa, il n'en dédia aucun à un roi », et qu'il déclina l'invitation que lui fit le roi d'Égypte Ptolémée de venir exercer son activité de philosophe en Égypte, mais n'hésita pas à éduquer ses deux neveux, Aristocréon et Philocrate.
Chrysippe semble par ailleurs avoir eu un comportement stoïque (c'est-à-dire qu'il ne se laissait pas emporter par les passions). Diogène nous dit que, face à un interlocuteur qui s'échauffait, Chrysippe garda son calme, et, citant Euripide, s'exclama : « Allons mon frère, ton œil se trouble ; et tout à coup tu deviens enragé, sain d'esprit que tu étais il y a un instant ». De même, selon Sénèque, il blâmait celui qui se sentait offusqué parce qu'on l'avait qualifié de mouton de mer.

#### Style
Les critiques du style de Chrysippe ne sont pas toujours dépourvues d'une certaine xénophobie. Ainsi l'érudit byzantin Photios, déconseille l'usage du terme μέντον[Quoi ?] en le jugeant barbare. Il en veut pour preuve que « même Chrysippe l'utilise ».

#### Apparence et figurations
Comme le dit Diogène Laërce, Chrysippe « avait un physique commun ». Pour justifier un tel jugement, Diogène se réfère à une statue de Chrysippe située sur l'Agora, plus exactement dans le gymnase de Ptolémée, selon Pausanias. Il semble que ce soit son neveu Aristocréon qui ait élevé une telle statue, en bronze sur colonne, en y adjoignant ce distique : « Ce nouveau Chrysippe, Aristocréon l'a consacré couteau sacrificiel des nœuds académiques ». Cette statue étant quasiment cachée par une statue équestre sise à côté, Carnéade l'appelait Chrypsippe (Κρύψιππον, qui signifie caché par un cheval).

## Pensée
Comme le souligne Richard Dufour, Chrysippe donne « la seule définition de la philosophie qui soit attribuée à un unique stoïcien ancien ». Pour ce dernier, la philosophie est en effet « une recherche de la raison droite ». C'est ainsi la recherche du savoir, de la science divine et humaine. À partir de ce postulat, Chrysippe, comme la grande majorité des stoïciens, établit que l'on ne peut atteindre cette science qu'au travers de la pratique de trois vertus : la physique, la logique et l'éthique. La physique consiste en l'étude du monde, l'éthique en celle de la vie humaine, et la logique en celle du discours. Cependant, là où Chrysippe et ses prédécesseurs se distinguent des stoïciens qui suivront, c'est en établissant que ces trois vertus sont les parties du discours philosophique et non de la philosophie.
Un autre problème, spécifique à Chrysippe surgit quant à cette tripartition des vertus : leur classement. Chrysippe semble avoir défendu en effet deux classements. D'abord un classement logique-physique-éthique, puis un classement logique-éthique-physique. Deux interprétations ont été données de ce qui peut sembler une contradiction. La première, de Pierre Hadot, voit dans le premier classement un ordre logique — il serait normal que la physique précédât l'éthique car elle en détermine les lois — et dans le second un ordre d'enseignement — il vaudrait mieux enseigner d'abord les lois éthiques, avant que de s'attacher à l'étude du monde. La seconde, de Richard Dufour, voit cependant dans le premier classement un « classement pratique » et dans le second un « classement théorique ». Il faudrait en effet « idéalement traiter de l'éthique avant la physique, mais dans la pratique quotidienne, il faut traiter de la physique avant l'éthique »

### Logique

#### La représentation
Pour les stoïciens, la représentation est « une empreinte de l'âme, puisque ce nom provient, par métaphore, de façon appropriée, des empreintes qui sont engendrées par un sceau dans la cire ».

#### La dialectique
Chrysippe, comme la plupart des stoïciens voyait dans la dialectique une « science des choses vraies, des choses fausses, et de celles qui ne sont ni l'une ni l'autre » ainsi qu'une « science du bien parler ».

### Éthique
D'après Diogène, Hécaton de Rhodes démontrait au neuvième livre de Sur les biens que le plaisir n'était pas un bien, et ce en accord avec l'ouvrage de Chrysippe de Soles Sur le plaisir. Il donnait, dans la lignée du Sur la fin du philosophe stoïcien Apollodore de Séleucie, et de l'Éthique de Chrysippe, une définition des choses qui ne sont ni bonnes ni mauvaises « n'est ni bon ni mauvais, tout ce qui ne profite ni ne nuit, comme vie, santé, plaisir, beauté, force, richesse (bonne) réputation, bonne naissance, et leurs contraires : mort, maladie, souffrance, laideur, faiblesse, pauvreté, mauvaise réputation, basse extraction, et tout ce qui est de cette nature ». Selon Diogène Laërce, l'Éthique stoïcienne se divisait en sept lieux : l'étude de l'impulsion, des biens et les maux, des passions, de la vertu, de la fin, de la valeur première et des actions, des fonctions propres, et de ce qu'il faut conseiller et/ou déconseiller. Tout semble indiquer que cette division remonte à Chrysippe. Diogène écrivant en effet : « telles sont les subdivisions de Chrysippe d'Archédème, de Zénon de Tarse, d'Apollodore de Séleucie, de Diogène de Babylone, d'Antipatros et de Posidonios de Rhodes. Zénon de Kition et Cléanthe, du fait qu'ils sont plus anciens, ont traité ces matières de manière plus fruste ». De nombreux ouvrages ont été consacrés par Chrysippe à ce sujet.

## L'Œuvre
Chrysippe fut l'un des auteurs les plus prolifiques de l'Antiquité, si ce n'est le plus prolifique. Selon Diogène Laërce, il aurait écrit « plus de 705 livres ». Dans le colossal mais incomplet catalogue qu'il fournit, Diogène mentionne 433 livres, regroupés dans 162 titres : 119 titres et 300 livres de logique, 43 titres et 122 livres d'éthique et aucun de physique. Il manque ainsi 283 livres à la liste qui devaient se rapporter aussi bien à la physique qu'à l'éthique. Hellénistes et philologues sont parvenus à identifier 55 autres œuvres, ce qui porte le nombre total d'œuvres connues de Chrysippe à 217 pour un nombre de livres inconnus, très proche sans doute des 705 mentionnés par Diogène. De fait la quasi-totalité des ouvrages de Chrysippe sont ainsi connus de la critique moderne.
Au sein de cette œuvre considérable on peut noter les ouvrages suivants :
- Sur l'âme (Περὶ ψυχῆς) en au moins deux livres. Grâce à Galien, on a pu conserver des fragments substantiels du premier livre. C'est sans doute l'œuvre la mieux conservée de Chrysippe. En conséquence, de nombreuses reconstitutions ont pu être effectuées, telle que celle d'Achim von Arnim au second tome des SVF[42], reprise par Richard Dufour dans Chrysippe — Œuvre philosophique.
- Sur le destin (Περὶ εἱμαρμένης) en au moins deux livres. On en connaît huit fragments.
- Sur la providence (Περὶ προνοίας) en au moins cinq livres. On en connaît douze fragments.
- Sur les dieux (Περὶ θεῶν) en au moins trois livres. On en connaît douze fragments.
- Recherches logiques (Ζητημάτων ἐννέα ϰαὶ τριάϰοντα) en 39 livres, que Chrysippe écrivait encore à 80 ans selon Valère Maxime. Le papyrus d'Herculanum no 307 peut être un fragment de cette œuvre.
- Les Physiques (au moins 3 livres).
- Sur le Vide
- Sur la Volupté (au moins 7 livres[43]).
- Du Mouvement (au moins 2 livres).
- Questions naturelles[44]
- Sur la Divination
- Sur les vertus
- Sur le Beau
- Sur le Bien (plusieurs livres).
- Sur les genres de vie (4 livres)[45].
- Des Devoirs (au moins 2 livres).
- Sur la Justice (au moins 3 livres).
- Sur l'Amour
- De l'Amitié
- Sur les passions
- De la partie hégémonique de l'âme, Traduit du grec par Georges Blin et Monette Martinet dans "Mesures", a. 1939, n. 2, pp.  162-174.
- Des Habitudes
- Sur la République
- Que Zénon a usé des noms au sens propre
- De l'Exhortation (au moins 3 livres).
- Sur les passions
- Sur le Plaisir
- De l'Honnêteté
- Des Jugements
- Questions morales (6 livres).
- Des offices (au moins 7 livres).
- Sur la Fin (en plusieurs livres).
- Sur la Raison (plusieurs livres).
- De la Rhétorique[45]
- Sur les anciens Physiologues
- Sur le mode de vie et la façon de pourvoir a ses besoins
- De la croissance[46]
- Sur l'Usage des discours[44]
- De la Dialectique (au moins 3 livres).

#### Fragments de Chrysippe
- H. von Arnim, Stoicorum Veterum Fragmenta, Leipzig, 1903-1924, 4 t. Édition de référence, en grec.
- Chrysippe : Œuvre philosophique  (trad. Richard Dufour), Paris, Les Belles Lettres, coll. « Fragments » (no 4), 2004, 1448 p. (ISBN 978-2-251-74203-8).  Seuls les deux premiers tomes touchant à la physique et à la logique sont parus à ce jour.

#### Études sur Chrysippe
- Diogène Laërce, Vies et doctrines des philosophes illustres (vers 200), Livre VII, trad., Le livre de poche, 1999.
- Dictionnaire des philosophes antiques, Éditions du CNRS, t. II, p. 329-361 : Chrysippe de Soles.
- Émile Bréhier, Chrysippe et l'ancien stoïcisme (1910), Éditions Archives contemporaines, 2006.